# 考龙奇洛普伊特
考龙奇洛普伊特（匈牙利語：Karancslapujtő），是匈牙利诺格拉德州所辖的一个村。总面积19.35平方公里，总人口2656，人口密度137.3人/平方公里（2011年1月1日）。